# عيسى قادري
عيسى أحمد قادري، لاعب كرة قدم قطري يلعب حالياً في نادي لوسيل.
لعب سابقاً في النادي الأهلي.